# Heinz Kessler
Heinz Kessler (o Heinz Keßler en alemán; Lauban, 13 de enerojul./ 26 de enero de 1920greg.- Berlín, 2 de mayo de 2017) fue un político y militar comunista alemán en la Alemania Oriental.
Su carrera militar comenzó cuando fue reclutado por la Wehrmacht, las fuerzas armadas de la Alemania nazi, en la Segunda Guerra Mundial. Debido a sus convicciones comunistas, desertó de la Wehrmacht y luchó por la Unión Soviética en el Frente Oriental. En su regreso a la Alemania Oriental, se le otorgó el rango de Armeegeneral en el Ejército Popular Nacional (Nationale Volksarmee). Posteriormente, fue Ministro de Defensa de la RDA, miembro del Politbüro del Comité Central del Partido de Partido Socialista Unificado de Alemania (PSUA) y diputado del Volkskammer (parlamento) de la RDA.
Condenado por su papel en la muerte de desertores a lo largo del muro de Berlín, fue condenado a siete años y medio de prisión tras la reunificación de Alemania, y cumplió su condena en la prisión de Hakenfelde. Fue liberado de prisión en 1998 después de cumplir solo dos años.

## Biografía

### Primeros años

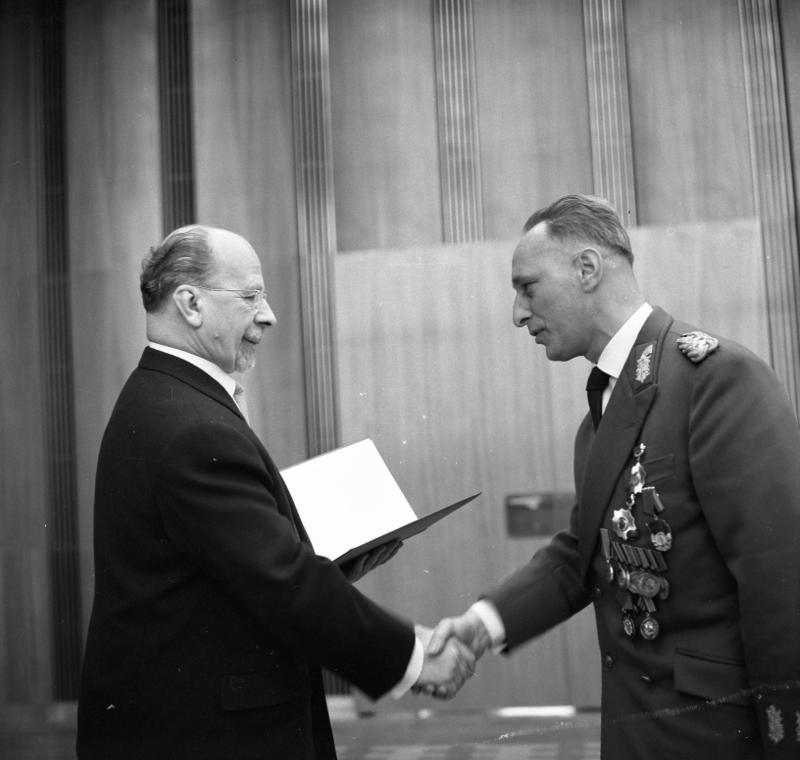
Generalleutnant Keßler (d.) con Walter Ulbricht en 1966

Kessler nació en una familia comunista en Lauban, Baja Silesia y se crio en Chemnitz. Se unió a los Red Young Pioneers, la organización juvenil del Partido Comunista de Alemania (KPD), a los 6 años y a la Young Spartacus League a los 10. Más tarde fue aprendiz de mecánico de motores.

### Carrera militar
Reclutado en la Wehrmacht en 1940, desertó y pasó al Ejército Rojo soviético tres semanas después de la invasión alemana de la URSS y luchó por la Unión Soviética hasta el final de la guerra. Tras su deserción, fue condenado a muerte en rebeldía por un tribunal militar y su madre fue arrestada y encarcelada en el campo de concentración de Ravensbrück. No volvería a verla hasta junio de 1945, poco después del final de la guerra, en un reencuentro que consideró "uno de los días más ajetreados y hermosos" de su vida.
Al regresar a Alemania en 1945, Kessler se unió al KPD en la zona de ocupación soviética, que se fusionó con el Partido Socialdemócrata en la zona soviética en 1946 para formar el SED. También en 1946, Kessler se convirtió en miembro del Comité Central del SED .
Fue nombrado Jefe de las Fuerzas Aéreas y Defensa Aérea (Luftstreitkräfte/Luftverteidigung) del NVA en 1956, y viceministro de defensa en 1957. Se convirtió en Jefe del Estado Mayor Principal del NVA (Hauptstab) en 1967, con el rango de Generaloberst (Coronel General). Simultáneamente, también se convirtió en miembro del Consejo Militar del Alto Mando Unido del Pacto de Varsovia.
Kessler fue ascendido de Jefe de la Administración Política Principal (Chef der Politischen Hauptverwaltung) del NVA a Ministro de Defensa (con el rango de Armeegeneral) el 3 de diciembre de 1985 después de que su predecesor, Heinz Hoffmann, muriera de un ataque al corazón.

### Condena y encarcelamiento
En 1991, después de la Unificación de Alemania, Kessler fue arrestado después de que la policía recibiera información de que Kessler intentaría huir del país disfrazado de oficial soviético. La policía alemana bloqueó el aeródromo de Sperenberg para evitar la fuga de Kessler, pero luego lo arrestó en Berlín después de cambiar la cerradura de su casa e informarle que podía recuperar sus llaves en una estación de policía local.
Fue juzgado en un tribunal alemán por incitación a cometer homicidio doloso, por su papel en la muerte de personas que intentaron huir de la RDA entre 1971 y 1989. El 16 de septiembre de 1993, Kessler fue declarado culpable de homicidio involuntario y condenado a siete y medio año de prisión.
Kessler presentó una apelación ante el Tribunal Europeo de Derechos Humanos, alegando que sus acciones estaban de acuerdo con la ley de la RDA y tenían la intención de preservar la existencia de la RDA. Sin embargo, su apelación fue denegada en gran medida sobre la base de que las políticas de la RDA violaban los derechos humanos internacionales.
Kessler cumplió su condena en la prisión de Berlín-Hakenfelde desde noviembre de 1996 hasta octubre de 1998 y fue puesto en libertad antes de tiempo.
Kessler fue expulsado de su partido en 1990. En 2009, se unió al Partido Comunista Alemán (DKP). Fue un candidato fallido del DKP en las elecciones estatales de Berlín de 2011.  Kessler murió el 2 de mayo de 2017 a la edad de 97 años.